# Galium penicillatum
Galium penicillatum är en måreväxtart som beskrevs av Pierre Edmond Boissier. Galium penicillatum ingår i släktet måror, och familjen måreväxter. Inga underarter finns listade i Catalogue of Life.